# Carmo do Rio Claro
Carmo do Rio Claro è un comune del Brasile nello Stato del Minas Gerais, parte della mesoregione del Sul e Sudoeste de Minas e della microregione di Alfenas.